# Tatiana Sorokko
Tatiana Sorokko, ros. Татьяна Николаевна Сорокко (ur. 26 grudnia 1971 w Arzamas-16) – rosyjsko-amerykańska modelka, kolekcjonerka haute couture i dziennikarka.

## Kariera
Tatiana Sorokko urodziła się w rosyjskim mieście Arzamas-16. Jako 18-latka wyjechała do Paryża, gdzie Sorokko podpisała kontrakt z paryską agencją modelek Marilyn Agency. Wkrótce zaczęła współpracować ze znanymi fotografikami z branży mody, takimi jak: Helmut Newton, Richard Avedon oraz Guy Bourdin. Poza tym podpisała kontrakt z nowojorskim oddziałem agencji IMG.
Sorokko wzięła udział również w kampaniach takich jak: Givenchy, Yves Saint Laurent, Gianfranco Ferré, Ungaro, Versace, Donna Karan. Na wybiegu prezentowała kolekcje takich projektantów mody jak: Sonia Rykiel, Vivienne Westwood, Christian Dior, Giorgio Armani, Óscar de la Renta, Paco Rabanne, Pierre Balmain, Yōji Yamamoto, Alexander McQueen, Valentino, Yves Saint Laurent, Christian Lacroix, Emanuel Ungaro, Givenchy, Marc Jacobs, Calvin Klein oraz Karl Lagerfeld. Ozdabiała okładki międzynarodowych wydań: Glamour, Elle, Vogue, Harper’s Bazaar i Cosmopolitan.
W 1995 roku Sorokko reklamowała samochód Honda Integra z Bradem Pittem.
Sorokko wystąpiła także w kilku filmach m.in.: „Celebrity” i „Prêt-à-Porter”, gdzie grała samą siebie.
W 2014 roku amerykański miesięcznik dla kobiet Harper’s Bazaar opublikował listę 100 najbardziej stylowych kobiet świata. „Ikona stylu” Tatiana Sorokko – nr. 9 v rankingu.

## Życie prywatne
W 1992 roku poślubiła w Beverly Hills amerykańskiego biznesmena i kolekcjonera sztuki Serge'a Sorokko.